# Achoerodus gouldii
Achoerodus gouldii är en fiskart som först beskrevs av Richardson, 1843.  Achoerodus gouldii ingår i släktet Achoerodus och familjen läppfiskar. IUCN kategoriserar arten globalt som sårbar. Inga underarter finns listade i Catalogue of Life.

## Bildgalleri

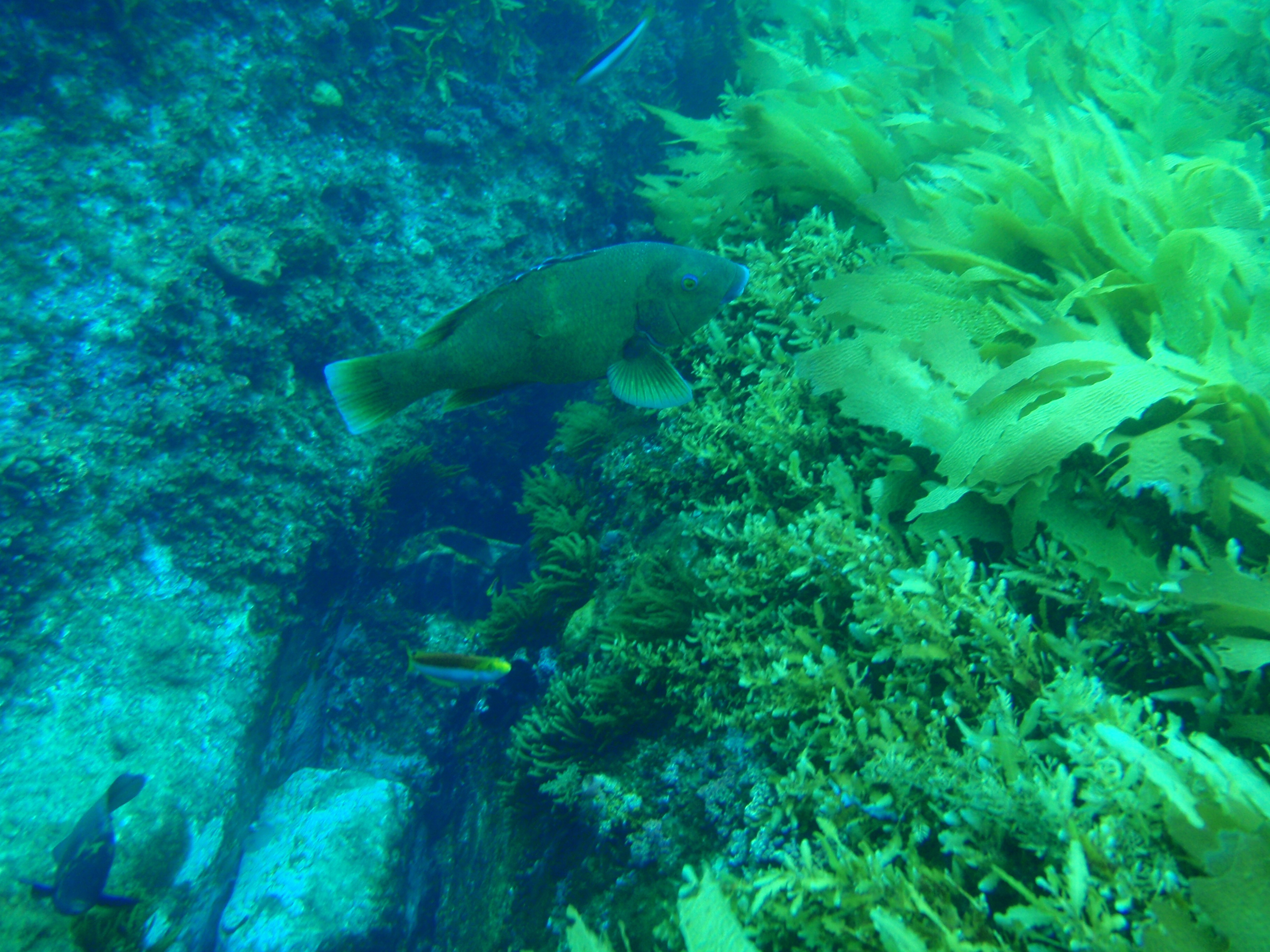
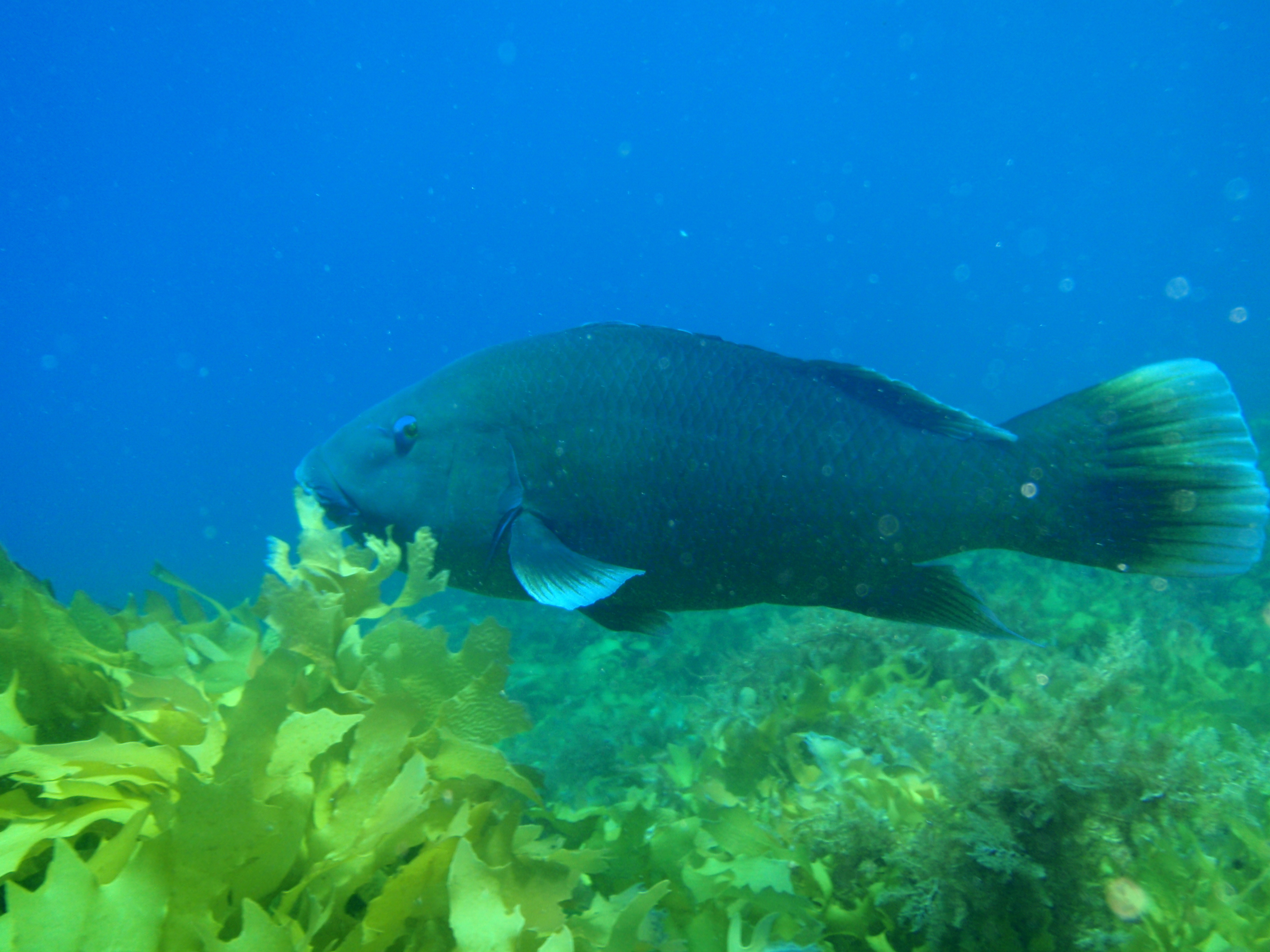
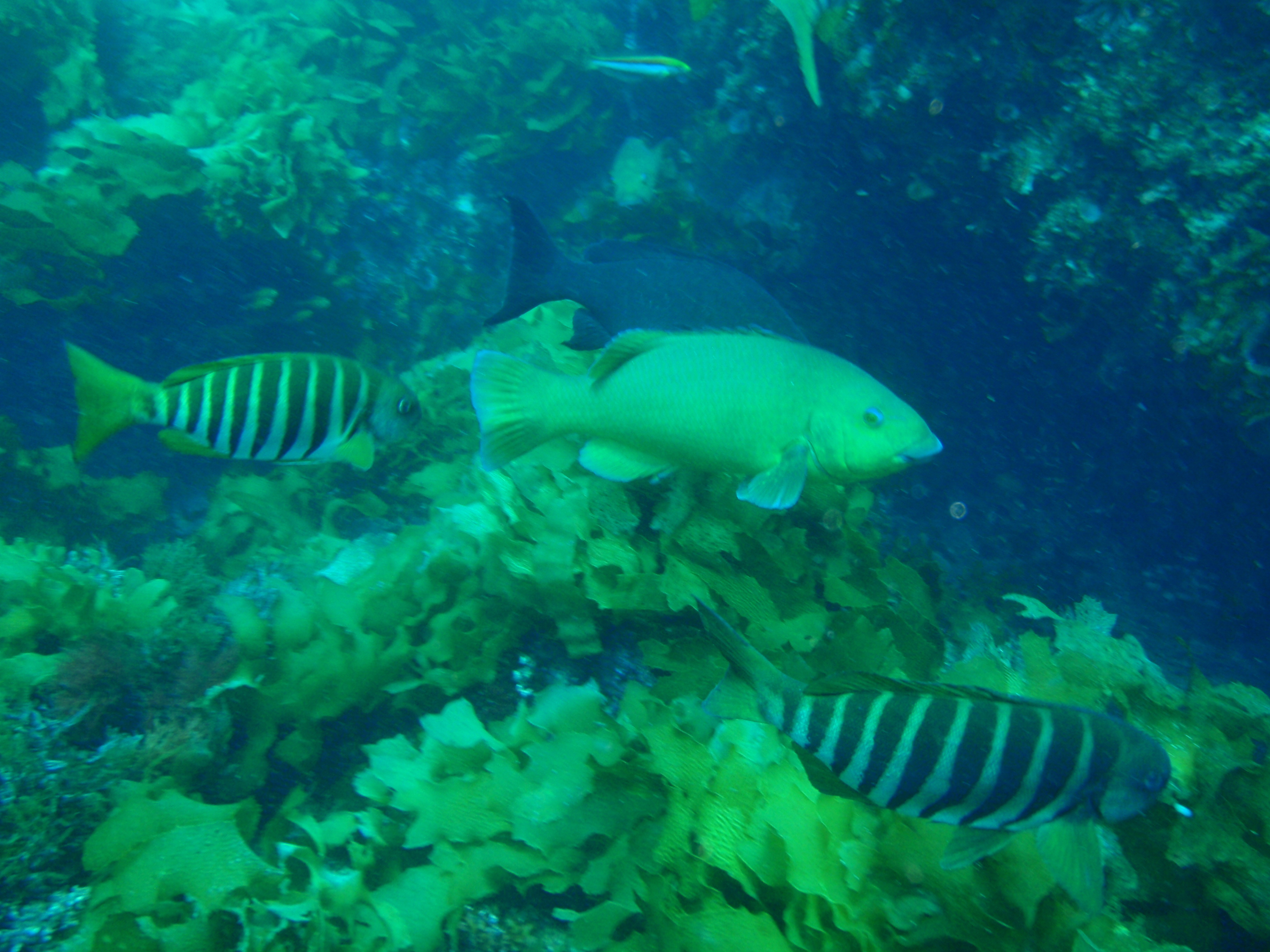
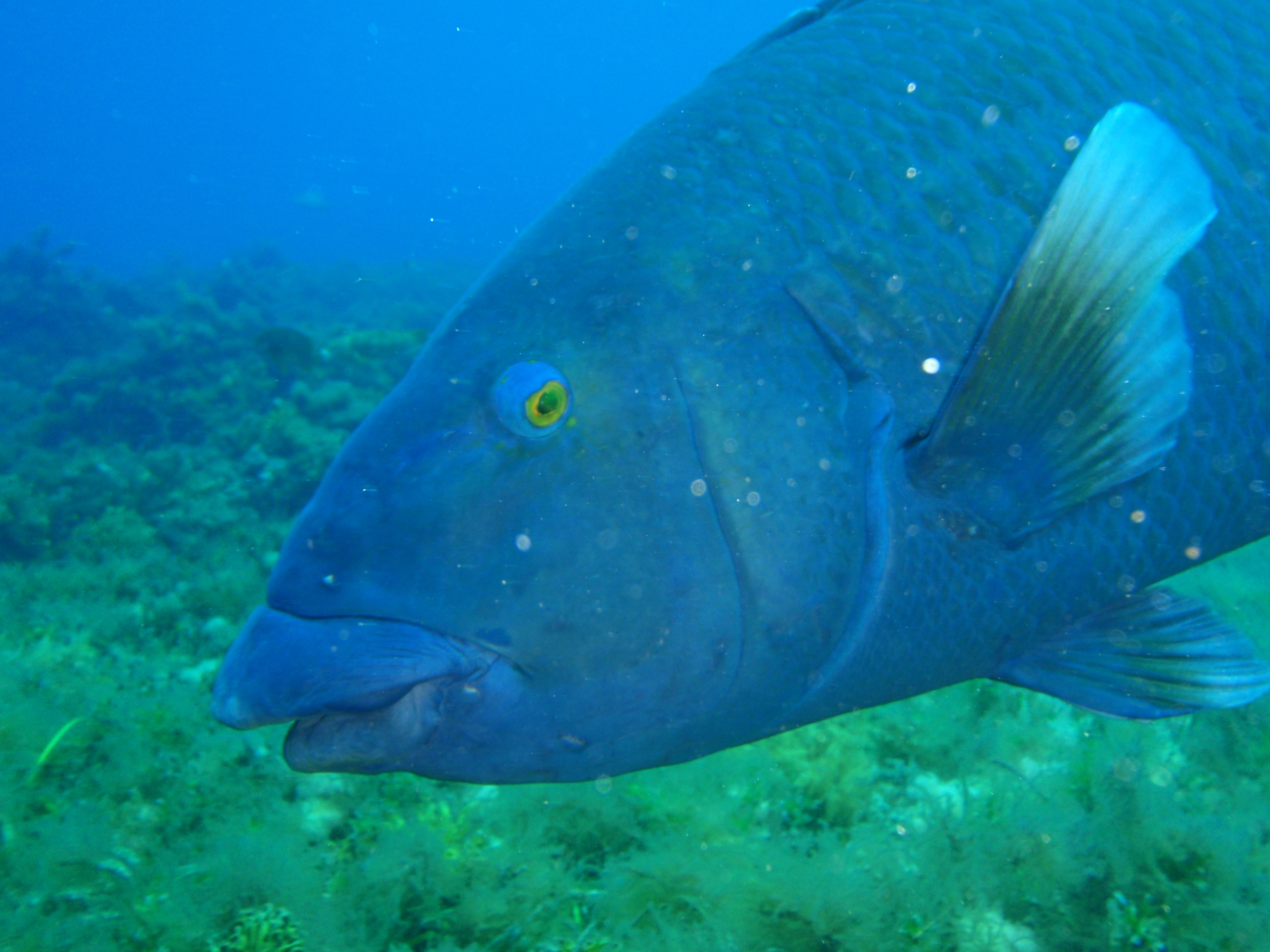